# ポーランド復興勲章

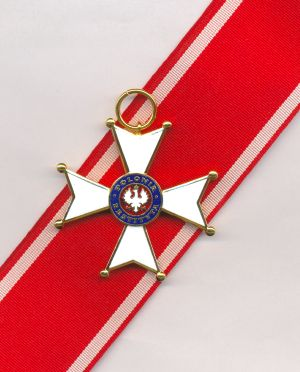
ポーランド復興コマンドルスキ十字勲章（現在のもの）

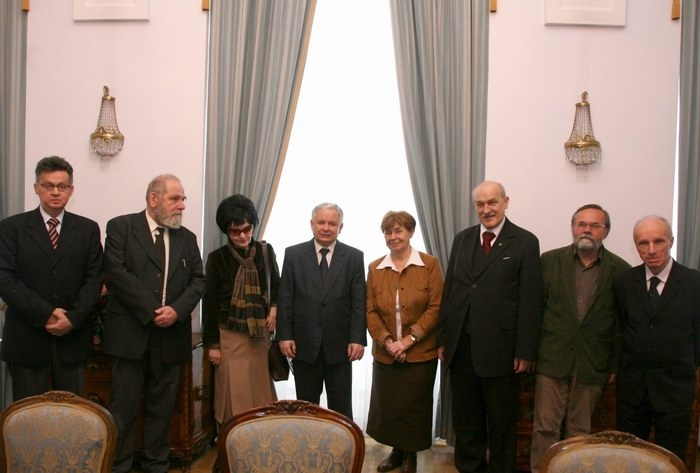
ポーランド復興勲章参事会（2009年）
左からスワヴォミル・ラドン、ボフダン・チヴィンスキ、マルタ・オルシェフスカ、レフ・カチンスキ、イレナ・ゾフィア・ロマシェフスカ、イェジ・クロピフニツキ、リシャルド・ブガイ、クシシュトフ・カウバ

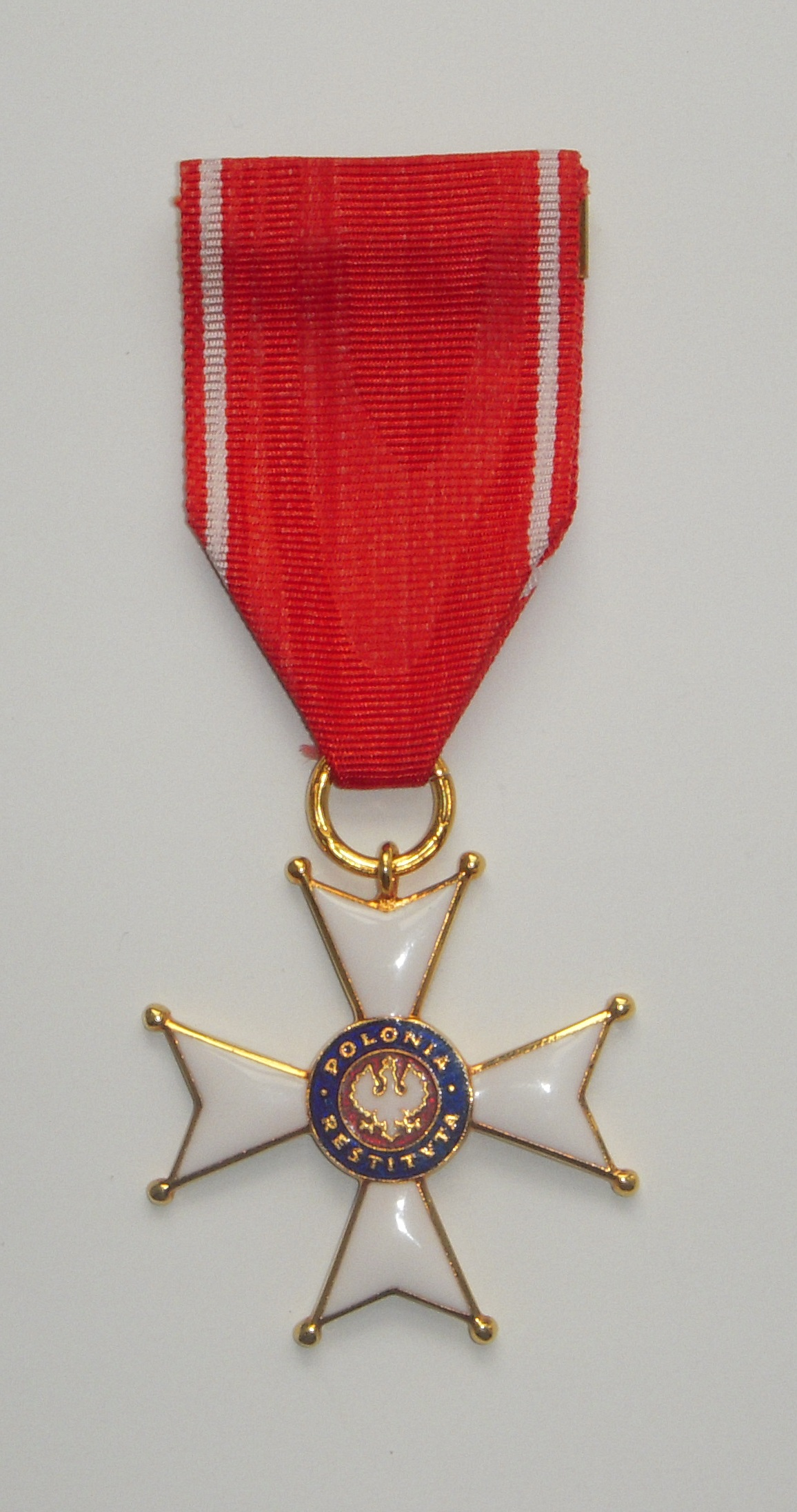
カヴァレルスキ十字勲章

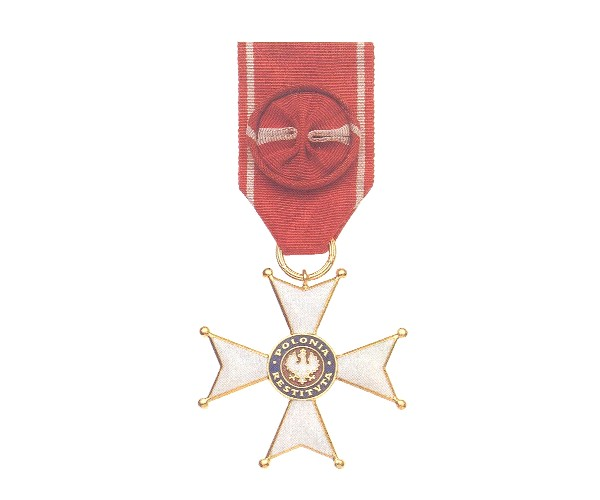
オフィツェルスキ十字勲章

ポーランド復興勲章（ポーランドふっこうくんしょう、ポーランド語: Order Odrodzenia Polski、リトアニア語: Polonia Restituta）は、軍人、民間人、外国人に授与される、ポーランドで高位の勲章のひとつ。教育、科学、スポーツ、文化、芸術、経済、国家防衛、社会活動、公職活動、外国との関係強化の優れた功績に対して授けられる。1921年2月4日に制定された。ポーランドの勲章の序列においてポーランド復興勲章は、白鷲勲章（Order Orła Białego）、軍功勲章（Order Virtuti Militari 軍人のみが受勲対象）の次に位置し、下位には軍事十字勲章（Order Krzyża Wojskowego）、ポーランド共和国功労勲章（Order Zasługi Rzeczypospolitej Polskiej）と続く。

## 歴史
ポーランド復興勲章は「主教にして殉教者の聖スタニスワフ騎士勲章」（単に聖スタニスワフ勲章として知られる）を引き継いだものとして考えられている。聖スタニスワフ勲章はポーランド・リトアニア共和国の最後の君主スタニスワフ2世アウグストが、王の支持者をたたえるために制定した。1765年5月7日に制定され、数は100個に限定された。騎士には、貧しいもののため、あるいは騎士道のさまざまな決まりを維持するための寄付金を求められた。中央ヨーロッパ地域の外交でロシア帝国の影響力が強まるにつれ、勲章授与の決まりも変わっていった。ポーランド分割後、ワルシャワ公国が勲章を復活させた。このときは、貴族の称号を相続したときに授与され、ワルシャワの病院への寄付が求められた。11月蜂起後、この勲章はロシア帝国に完全に引き継がれた。
ポーランドが独立を1918年独立を回復した際、政府はこの勲章を廃止した。というのも、ロシアは栄典の規則をひどく濫用し、新生独立ポーランドの目から見て、ポーランドやその文化の破壊に責任がある者にまで授与されていたからである。その代わりにポーランド復興勲章が制定され、聖スタニスワフ勲章の本来の価値に見合う業績に対し授与されることになった。ポーランド復興勲章は、1921年2月4日に制定され、ユゼフ・ピウスツキ元帥が7月13日に初めて受勲した。またこの勲章は外国人に対する主要な勲章ともなり、外務大臣から授与された。
第二次世界大戦後、1944年、ポーランド復興勲章は新しい社会主義政権の栄転制度に組み入れられた。形や色はそのままにされたが、ポーランドの白鷲の王冠は無くされた。また十字の裏側の日付は1944年と改められた。共産主義の管理の元にあってもこの勲章はその価値を元のまま保ち、共産主義者の鑑とは到底言いがたい人物にも多く授与された。乱発されることもなく、むしろ乱発されたのは共産主義的な章の方であった。この期間は、外国人にはポーランド復興勲章より価値は低いものの、ポーランド共和国功労勲章が好んで授与された。1990年までは戦前のデザインの勲章がポーランド亡命政府によっても授与されていた。1990年12月22日、ポーランド亡命政府は彼らのポーランド復興勲章の権利を非共産主義となったポーランド政府に返還した。

## 階級
レジオンドヌール勲章に倣い勲章には5階級ある。
| 1. 大十字勲章（一等）                   | Ribbon |
| 2. 星付きコマンドルスキ十字勲章（二等） | Ribbon |
| 3. コマンドルスキ十字勲章（三等）       | Ribbon |
| 4. オフィツェルスキ十字勲章（四等）     | Ribbon |
| 5. カヴァレルスキ十字勲章（五等）       | Ribbon |

勲章は白いエナメルの施された金のマルタ十字である。中央のメダルの表は赤地に白い鷲（赤地に白い鷲はポーランドの紋章）が描かれ、縁の青地に「Polonia Restituta」（ポーランド復興のラテン語）と書いてある。裏側には1918年の年号が書かれている（人民共和国時代のものは前述の通り1944）。勲章のリボンやサッシュは赤で、縁の近くに白い線が入っている。大十字勲章はサッシュを右肩からかける。星つきコマンドルスキとコマンドルスキは首からかける。オフィツェルスキとカヴァレルスキは左胸につけ、両者の違いはリボンの丸い飾りの有無である。
星は8ポイントのもので、星の発する光線がまっすぐに表現されている。星の真ん中の丸い部分は白いエナメルで、RP（ポーランド共和国 Rzeczypospolita Polska の略。人民共和国時代は PRL であった）とかいてあり、縁の青地に「Polonia Restituta」とやはり書いてある。

## 受勲
歴史的にはこの勲章の受勲者は年金を受け取ることができた。受勲者はこの勲章の価値を維持することに責任を持つポーランド復興勲章参事会によって選考される。ポーランド復興勲章参事会は、大勲章マスターと5年任期で大勲章マスターに指名された8人の参事からなる。選挙で選ばれてポーランド共和国大統領になると、自動的にポーランド復興大十字勲章が授与され、勲章参事会の大勲章マスターとなる。受勲者の名前はモニトル・ポルスキ（日本の官報にあたる出版物）に掲載される。

## 主な受賞者
- ヴワディスワフ・アンデルス（1892-1970）、ポーランドの将軍でロンドンの亡命政府のメンバー
- ミェチスワフ・クリマシェフスキ（1908-1995）、地形学者、ヤギェウォ大学総長、国家評議会副議長（1965-1972）
- ユゼフ・コヴァルスキ（1900-2013）、ポーランド・ソビエト戦争を戦った兵士で110歳の誕生日に受勲
- ヤヌシュ・コルチャック（1878-1942）、いわゆる「コルチャック先生」。ポーランドの児童文学家、小児科医、ホロコーストの犠牲者
- ダヌタ・シェジクフナ（1928-46）、ポーランド軍の衛生兵[1]
- ウワディスワフ・シュピルマン（1911-2000）、ポーランドのピアニスト、作曲家。
  - ヴィルム・ホーゼンフェルト（1895-1952）、第二次世界大戦中のドイツ陸軍将校、上記のシュピルマンを含む多くのポーランド人の命を救った
- ヨシップ・ブロズ・チトー（1892-1980）、ユーゴスラビア大統領
- アンジェイ・チュマ（1938-）、ポーランドの政治家、反共産主義活動家
- ゲラルド・チョウェク（1909-66）、ポーランドの造園史家、建築家
- レオン・ノエル（1888-1987）、フランスの外交官、政治家
- ヤドヴィガ・ピウスツカ（1920-）、ポーランド空軍および王立空軍搭乗員、建築家、ユゼフ・ピウスツキの娘
- ヴィトルト・ピレツキ（1901-1948）、ポーランド第二共和国の軍人、第二次大戦中に秘密ポーランド軍（地下組織）を組織した
- アンジェイ・ブトゥキェヴィッチ（1955-2008）、ポーランドの社会運動家で学生連帯委員会の共同創立者
- オマール・ブラッドレー（1893-1981）、アメリカ軍司令官
- スタニスラフ・ポプラフスキー（1902-1973）、ソ連およびポーランド軍の将軍
- ダグラス・マッカーサー（1880-1964）、アメリカ軍司令官
- ヴァツワフ・ミツタ（1915-2008）、ポーランドの軍人、国連大使
- ジグムント・パヴラチク（1928-1987）、LOTポーランド航空操縦士、同社5055便の機長
- リヴィウ工科大学、1917年から1921年にかけての国家への貢献[2]、及びこれまでの学問への貢献に対して
- エドワルド・リツ=シミグウェ（1886-1941）、ポーランドの政治家、陸軍将校、画家、詩人
- 杉原千畝（1900-1986）、日本の外務官僚、外交官
- ピョートル・レイテル（1884-1970）、ポーランドの作曲家、音楽教育者、音楽評論家
- 樋口季一郎（1888－1970）、日本陸軍将校
- カロル・エストライヒャ (1906-1984)、ポーランドの美術史家、書誌学者

## 受賞者数
| Rok  | 一等 | 二等 | 三等 | 四等 | 五等 | 合計 |
| ---- | ---- | ---- | ---- | ---- | ---- | ---- |
| 2008 | 10   | 30   | 166  | 415  | 780  | 1401 |
| 2007 | 13   | 43   | 168  | 443  | 757  | 1424 |
| 2006 | 17   | 41   | 161  | 309  | 279  | 807  |